# 卡洛伊·久洛
卡洛伊·久洛（匈牙利語：Kállai Gyula；1910年6月1日—1996年3月12日），匈牙利共产党中央政治局委员，匈牙利总理、国民议会主席、爱国人民阵线全国理事会主席。

## 生平
1910年，出生于匈牙利豪伊杜-比豪尔州拜赖焦新村的鞋匠家庭。1930年，在布达佩斯的皇家匈牙利帕兹马尼·彼得大学文学院，主修匈牙利语和拉丁语文学专业。1931年，入党。1933年，成为德布勒森左翼学生团体的组织者和领导人。1937年，被大学开除。1939年，被捕入狱。1942年，再次被捕入狱。1944年，匈牙利共产党、社会民主党、民族农民党、独立小农党、公民民主党和工会组织结成反法西斯民族统一战线，任匈牙利阵线执行委员会委员。
1945年，任匈共中央委员、宣传鼓动部部长、首都《自由土地报》总编辑。1947年，任匈共中央知识分子部部长。1948年，任匈牙利总统办公厅主任。6月，匈共四大，为党中央委员、匈牙利外交部长。1951年，因拉伊克案件，受诬告被捕入狱，被判处15年监禁。1954年，获释并恢复名誉，为匈共中央委员、国家出版总局局长。
1955年，任教育部副部长。1956年，任中央科学和文化部长、国家奖赏和科苏特奖金委员会主席。四人集团与纳吉·伊姆雷集团、卡达尔·亚诺什集团展开斗争。10月，匈牙利革命，成立工农革命政府，为匈共中央临时执行委员会委员、中央科学和文化部长。
1957年，匈共中央政治局委员、匈共中央委员会书记处书记，分管意识形态；匈牙利工农革命政府委员、文教部长，分管文化、教育等事务。当年1月份前往罗马尼亚斯纳戈夫与被囚禁的纳吉·伊姆雷会面，他试图说服纳吉承认此前在匈牙利革命期间犯下错误遭纳吉拒绝。1958年，任工农革命政府国务部长、《社会评论》总编辑。1960年，任工农革命政府第一副总理。1965年，任匈牙利工农革命政府总理。1967年，任匈牙利国民议会主席、匈牙利主席团委员。1975年，在匈共十一大，退居二线。1989年，退休。1996年，在布达佩斯逝世。

## 作品
- 《人民、民主、社会主义》（1943年）
- 《匈牙利独立运动》（1946～1978年）
- 《为了社会主义的文化》（1958年）
- 《社会主义和文化》（1962年）
- 《发展社会主义国家生活的若干现实问题》（1969年）
- 《当代的列宁思想》（1970年）
- 《社会主义、人民阵线、民主》（1971年）
- 《我们自由的诞生》（1973年）
- 《党的联盟政策和民族团结的发展》（1976年）
- 《从过去到现在》（1976年）
- 《我们的国际地位》（1976年）
- 《匈牙利人民阵线四十年》（1977年）
- 《我们的生活法则》（1980年）
- 《在两个世界的交界处》（1984年）
- 《迟到的狱中日记》（1987年）